# Квасников, Александр Юрьевич
Александр Юрьевич Квасников (1956 — 2009) — советский военный деятель, организатор лётных испытаний средств выведения космических аппаратов, генерал-лейтенант. Начальник штаба Космических войск России (2004—2008). Лауреат  Государственной премии Российской Федерации (2005).

## Биография
Родился 16 декабря 1956 года в городе Чугуеве Харьковской области Украинской ССР. 
С 1974 по 1979 год обучался в Харьковском высшем военном командно-инженерном училище ракетных войск имени Н. И. Крылова. С 1979 по 1988 год проходил службу в системе Главного управления космических средств Министерства обороны СССР на различных должностях в воинских частях управления космическими аппаратами 153-го Главного испытательного космического центра. 
С 1991 года после окончания Военной академии имени Ф. Э. Дзержинского служил в Штабе Военно-космических сил в должности офицера оперативного управления. 
В 1998 году после окончания Военной академии Генерального штаба Вооружённых сил Российской Федерации служил в Управлении космическими средствами Ракетных войск стратегического назначения Российской Федерации в должности руководителя отдела. 
С 2001 по 2004 год — первый заместитель начальника штаба и с 2004 по 2008 год — 
начальник штаба и первый заместитель командующего Космическими войсками России, одновременно являлся членом Государственной комиссии по лётным испытаниям средств выведения космических аппаратов. А. Ю. Квасников занимался вопросами в области контроля космического пространства и организации обеспечения работ по созданию оптико-электронного комплекса системы контроля космического пространства.
6 июня 2005 года Указом Президента России «За научно-исследовательские разработки и создание оптико-электронного комплекса системы контроля космического пространства "Окно"» А. Ю. Квасников был удостоен Государственной премии Российской Федерации
Скончался 8 июня 2009 года в Москве, похоронен на Троекуровском кладбище.

## Награды
- Орден «За военные заслуги»[2]
- Орден Почёта

### Премия
- Государственная премия Российской Федерации в области науки и технологий за 2004 год (6 июня 2005 — «За научно-исследовательские разработки и создание оптико-электронного комплекса контроля космического пространства»)[5]

## Память
- 18 декабря 2010 года в Краснознаменске именем генерал-лейтенанта А. Ю. Квасникова была названа улица и на доме №2 по Проспекту Мира была открыта мемориальная доска[6]